# Cyrtodactylus majulah
Cyrtodactylus majulah là một loài thằn lằn trong họ Gekkonidae. Loài này được Grismer, Wood & Lim mô tả khoa học đầu tiên năm 2012.